# Lijst van beelden in Heemskerk
Dit is een (onvolledige) chronologische lijst van beelden in Heemskerk. Onder een beeld wordt hier verstaan elk driedimensionaal kunstwerk in de openbare ruimte van de Nederlandse gemeente Heemskerk, waarbij beeld wordt gebruikt als verzamelbegrip voor sculpturen, standbeelden, installaties, gedenktekens en overige beeldhouwwerken.

## Heemskerk
| Geplaatst | Omschrijving                                | Kunstenaar                       | Straat                                                    | Plaats    | Materiaal        | Afbeelding |
| --------- | ------------------------------------------- | -------------------------------- | --------------------------------------------------------- | --------- | ---------------- | ---------- |
| 1570/1990 | Obelisk ter ere van Jacob Willemsz. Vaenius | Maarten van Heemskerck           | Kerkplein                                                 | Heemskerk |                  |            |
| 1958      | Beelden op het raadhuis                     | Henk van den Idsert              | Burgemeester Nielenplein 2                                | Heemskerk |                  |            |
| 1961      | Mozaïek                                     | Jos Stam                         | Constantijn Huygensstraat (oorspronkelijk Karshoffstraat) | Heemskerk |                  |            |
| 1962      | Zonder titel (sporters)                     | Rien van den Brink               | Bachstraat / Offenbachstraat                              | Heemskerk |                  |            |
| 1962      | Jacob en de Engel                           | Nic Jonk                         | Ingenhouszstraat                                          | Heemskerk |                  |            |
| 1966      | Holgerssons wonderbaarlijke reizen          | John Bierman                     | Bachstraat ?                                              | Heemskerk |                  |            |
| ca. 1970  | Twee ezels (?)                              |                                  | Bachstraat                                                | Heemskerk |                  |            |
| 1970s     | Slang                                       |                                  | Prof. Ten Doesschatestraat                                | Heemskerk | Grindbeton       |            |
| 1987      | Vredesmonument                              | C.A. van 't Schip                | Kerkplein                                                 | Heemskerk |                  |            |
| 1988      | Ezel                                        | Judith Braun                     | Marquettelaan / Deutzstraat                               | Heemskerk |                  |            |
| 1988      | Zonder titel (Tweelingbeeld)                | Bart Drolenga                    | Gerrit van Assendelftstraat                               | Heemskerk | cortenstaal      |            |
| 1990      | Zonder titel                                | Kees Bierman                     | Karshoffstraat                                            | Heemskerk |                  |            |
| 1990      | Zonder titel                                | Coen Wilderom                    | Prof. Ten Doesschatestraat                                | Heemskerk |                  |            |
| 1992      | Moeder met kind                             | Rob Cerneüs                      | Zamenhof                                                  | Heemskerk |                  |            |
| 1994      | Mono-linear Scales, junction                | Lucien den Arend                 | Maerten van Heemskerckstraat                              | Heemskerk |                  |            |
| 1994      | Kaas- en Broodvolk                          | Piet Vos                         |                                                           | Heemskerk |                  |            |
| 1998      | Software                                    | Dorothé Jehoel                   | De Baandert                                               | Heemskerk |                  |            |
| 1998      | Maerten van Heemskerck                      | Elly Baltus                      | Kerkplein /v.Heemskerckstraat                             | Heemskerk |                  |            |
| 1999      | Verrijzenisengel                            | Sjanneke van Herpen              | Anthonie Verherentstraat 4                                | Heemskerk |                  |            |
| 2001      | Troost                                      | Sjanneke van Herpen              | Anthonie Verherentstraat 4                                | Heemskerk |                  |            |
| 2001      | Drie Ganzen                                 | Siem Wardenaar                   | Vrijburglaan                                              | Heemskerk |                  |            |
| 2005      | Streetcourt Broekpolder                     | Marc en Nicole Maurer            | Broekpolder                                               | Heemskerk |                  |            |
| 2005      | Zonder titel                                | Walter van der Horst             | Anthonie Verherentstraat                                  | Heemskerk |                  |            |
| 2006      | De Grondvesting                             | Rob Krier                        | Gildenplein                                               | Heemskerk |                  |            |
|           | Vissen                                      |                                  | Schutterskwartier                                         | Heemskerk |                  |            |
| 2007      | Iconen van de moderne tijd                  | Germa Huijbers; Carolina Agelink | Citadel, Broekpolder                                      | Heemskerk |                  |            |
| 2007      | Koning van Heemskerk                        | Luk van Soom                     | Hoflaan / Beneluxlaan                                     | Heemskerk |                  |            |
| 2012      | Sabijns Poppenspel                          | Elisabet Stienstra               | Tolweg                                                    | Heemskerk |                  |            |
|           | Kinderen en speelgoed                       | Piet Schoenmakers                | Beneluxlaan                                               | Heemskerk |                  |            |
| 2009      | Vroegelingen                                | Anna Mul                         | Broekpolder                                               | Heemskerk | IJzer, aluminium |            |
|           | Tweede Poldermeester                        | Justus Slaakweg                  | Broekpolder, citadel                                      | Heemskerk |                  |            |
| 2009      | Wateroffers                                 | Paul de Kort                     | Broekpolder, in het water                                 | Heemskerk |                  |            |
| onbekend  | Waterslang (water sculptuur)                | onbekend                         | Schutterskwartier                                         | Heemskerk |                  |            |
| onbekend  | Voerman (water sculptuur)                   | onbekend                         | Stroomwal 51 (achter)                                     | Heemskerk |                  |            |
| onbekend  | Stad-Rand Rand-Stad (hekwerk fietsbrug)     | onbekend                         | Fietspad Stroomwal / Genieweg, over A9                    | Heemskerk |                  |            |
|           | Dorpsgezicht Heemskerk                      |                                  | Carel van Manderstraat ?                                  | Heemskerk |                  |            |
|           | Gezin op bankje                             |                                  | Heemswijk                                                 | Heemskerk |                  |            |
|           | Vijf ruiters                                |                                  | Marquettelaan                                             | Heemskerk |                  |            |
| 2020      | Het gesprek                                 | Paul Grüter                      | Kasteeltuin Assumburg                                     | Heemskerk | Beton            |            |